# (11039) Raynal
(11039) Raynal ist ein Asteroid des Hauptgürtels, der am 3. April 1989 vom belgischen Astronomen Eric Walter Elst am La-Silla-Observatorium (IAU-Code 809) der Europäischen Südsternwarte in Chile entdeckt wurde.
Der Asteroid ist Mitglied der Koronis-Familie, einer Gruppe von Asteroiden, die nach (158) Koronis benannt ist.
(11039) Raynal wurde am 28. September 1999 nach dem französischen Schriftsteller Guillaume Thomas François Raynal (1713–1796) benannt, dessen 1770 erschienene Geschichte zweier Indien eine der meistgelesenen Schriften der Spätaufklärung war.